# EGB 6
EGB 6  ist ein planetarischer Nebel im Sternbild Löwe, der ungefähr 2.500 Lichtjahre von der Erde entfernt ist.